# XLIV Liceum Ogólnokształcące im. Stefana Banacha w Warszawie
XLIV Liceum Ogólnokształcące im. Stefana Banacha (do 31 sierpnia 2018 XLIV Liceum Ogólnokształcące im. Antoniego Dobiszewskiego) – liceum ogólnokształcące znajdujące się przy ul. Dolnej 6 w Warszawie.

## Historia[1]
Szkoła powstała w 1954 roku. Była wtedy połączona ze szkołą podstawową i mieściła się przy ulicy Parkowej 7. W 1958 szkoła otrzymała numer 44, a już rok później 17 lutego 1959 r. otrzymuje imię Antoniego Dobiszewskiego. W 1960 szkoła otrzymała nowy budynek znajdujący się przy ulicy Dolnej 6, gdzie już we wrześniu tego roku rozpoczęła swoją działalność pod dyrekcją mgr Heleny Piaseckiej. Po przejściu do nowego budynku szkoła znacznie się rozwinęła. 
W roku szkolnym 1965/1966 placówka liczyła 1240 uczniów. W 1966 szkoła z powodu przeludnienia została rozdzielona na dwie placówki. Utworzono nową Szkołę Podstawową nr 262, której kierownikiem została Regina Czarnota i XLIV Liceum Ogólnokształcące. Jednak obie szkoły nadal mieściły się w jednym budynku i nauka musiała odbywać się na dwie zmiany. W 1970 szkoła podstawowa zostaje zlikwidowana, uczniowie i nauczyciele przechodzą do 3 okolicznych szkół podstawowych. W budynku przy ulicy Dolnej zostało liceum ogólnokształcące, do którego uczęszczało wtedy ok. 850 uczniów. Liceum znajduje się tam do dzisiaj. 
W 1966 w szkole ukazał się pierwszy miesięcznik literacki, który zaczął się ukazywać pod nazwą „Czterdzieści i Cztery”. Aktualnie gazetka ukazuje się pt. „44 to my”. W latach 90. został zapoczątkowany Szkolny Tydzień Kultury, podczas którego, raz w roku szkoła zaprasza wielu ciekawych gości takich jak politycy, dziennikarze, naukowcy czy aktorzy; w 2023 roku w szkole odbyło się spotkanie z Czesławem Mozilem. W czasie "Tygodnia kultury" młodzież szkolna prezentuje m.in. przedstawienia teatralne, referaty, a w ostatni dzień wydarzenia jest organizowany szkolny konkurs talentów Mam talent, podczas którego uczniowie mogą zaprezentować swoje pasje i zainteresowania.
1997 roku odbył się pierwszy Zjazd Absolwentów, w którym wzięło udział ok. 2500 osób
Od 1 września 2018 szkoła zmieniła imię na Stefana Banacha. Oficjalna uroczystość zamykająca proces zmiany Patrona naszego liceum odbyła się 29 marca, natomiast dzień urodzin Stefana Banacha – 30 marca, stanie się świętem Szkoły.

## Dyrektorzy szkoły[1]
- 1954–1958: Irena Głowacka
- 1958–1974: Helena Piasecka
- 1974–1984: Ryszarda Kaczor
- 1984–1987: Bożena Zakrzewska
- 1987–2006: Wanda Mioduszewska
- 2006−2021:  Bogdan Sekinda
- od 2021: Marzena Kozłowska[4]

## V-ce dyrektorzy szkoły[1]
- 1954 – 1958: Jadwiga Gellner
- 1958 – 1961: Helena Sadkowska
- 1961 – 1962: Halina Kowalewska
- 1962 – 1963: Jadwiga Gellner
- 1963 – 1965: Sylwester Frejlak
- 1965 – 1966: Julia Stobińśka
- 1966 – 1967: Irena Gurgul
- 1967 - 1974: Jadwiga Gellner
- 1974 - 1984: Alicja Kurnicka
- 1984 - 1987: Wanda Mioduszewska
- 1987 - 2004: Wiesława Lange
- 2004 - 2006: Bogdan Sekinda
- 2006 - 2021: Katarzyna Rubin
- od 2021: Anna Lerka, Ewa Goldnik-Ciok[4]

## Absolwenci (m.in.)
- Hanna Gronkiewicz-Waltz
- Bożena Dykiel
- Monika Jaruzelska
- Konstanty Kaiszauri
- Anna Korcz
- Piotr Makarewicz
- Stanisław Mrówczyński
- Marek Perepeczko
- Anna Powierza
- Andrzej Rozenek
- Paweł Sołtys
- Ewa Szykulska
- Aneta Zając
- Paweł Zarzeczny
- Rafał A. Ziemkiewicz
- Jacek Żakowski